# Александар Бјелогрлић
Александар Бјелогрлић (8. фебруар 1967 — 6. фебруар 2019) био је српски романописац, писац кратких прича, есејиста и преводилац. Писао је о савременом окружењу помешаном са мотивима мистерије и фантастике.

## Биографија
Рођен је 8. фебруара 1967. у Зрењанину, студирао је компаративну књижевност на Филолошком факултету Универзитета у Београду. Био је запослен у регионалном недељнику „Зрењанин” на месту уредника рубрике и повремени сарадник водећих националних листова и часописа. Игра глувих телефона је била његова прва објављена прича која је изашла 1991. године на страницама Летописа матице српске. Прича је касније адаптирана и преименована у Анонимна у истоименој збирци кратких прича објављеној 2005. Његова библиографија обухвата пет збирки приповедака, један роман и две збирке есеја. Међу збиркама кратких прича су Кракен (1995), Темељна опција (2007) и Цитадела (2012), као и критиком запажени роман Бразилски акварел (2010), мистерија која обухвата различите средине као што су Француска Гвајана, Војводина и Москва. Његове збирке есеја Невидљиви архипелаг (1994) и Три есеја о здухацу приповедања (2000) се баве темама мистицизма у књижевности и наратологији. Његов есеј Кафкин јадни Чирихау је објављен у часопису Партизанска ревија Бостонског универзитета 1998. године. Његови преводи са енглеског језика на српски укључују роман Shear Тима Паркса, London Observed Дорис Лесинг, збирку прича о духовима Монтегјуа Роудза Џејмса и A Thousand Country Roads Роберта Џејмса Волера. Његова колумна Роки инспирише успех у Србији која се бави изазовима и перспективама српске друштвене и економске транзиције се појавила 2007. у часопису Transitions Online, одакле је исте године поново објављена у часопису Bloomberg Businessweek. Преминуо је 6. фебруара 2019.